# Allan Kardec

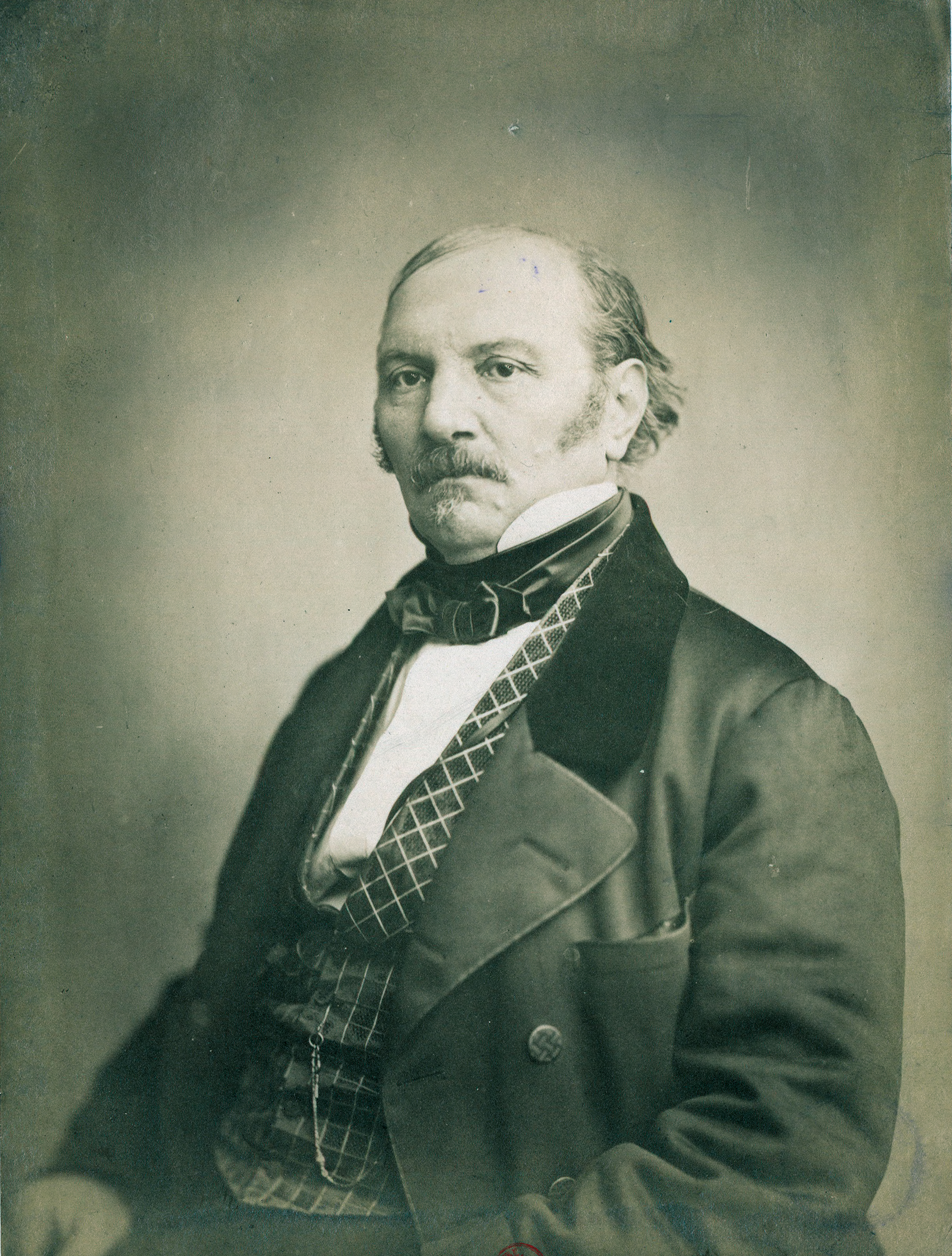
Allan Kardec

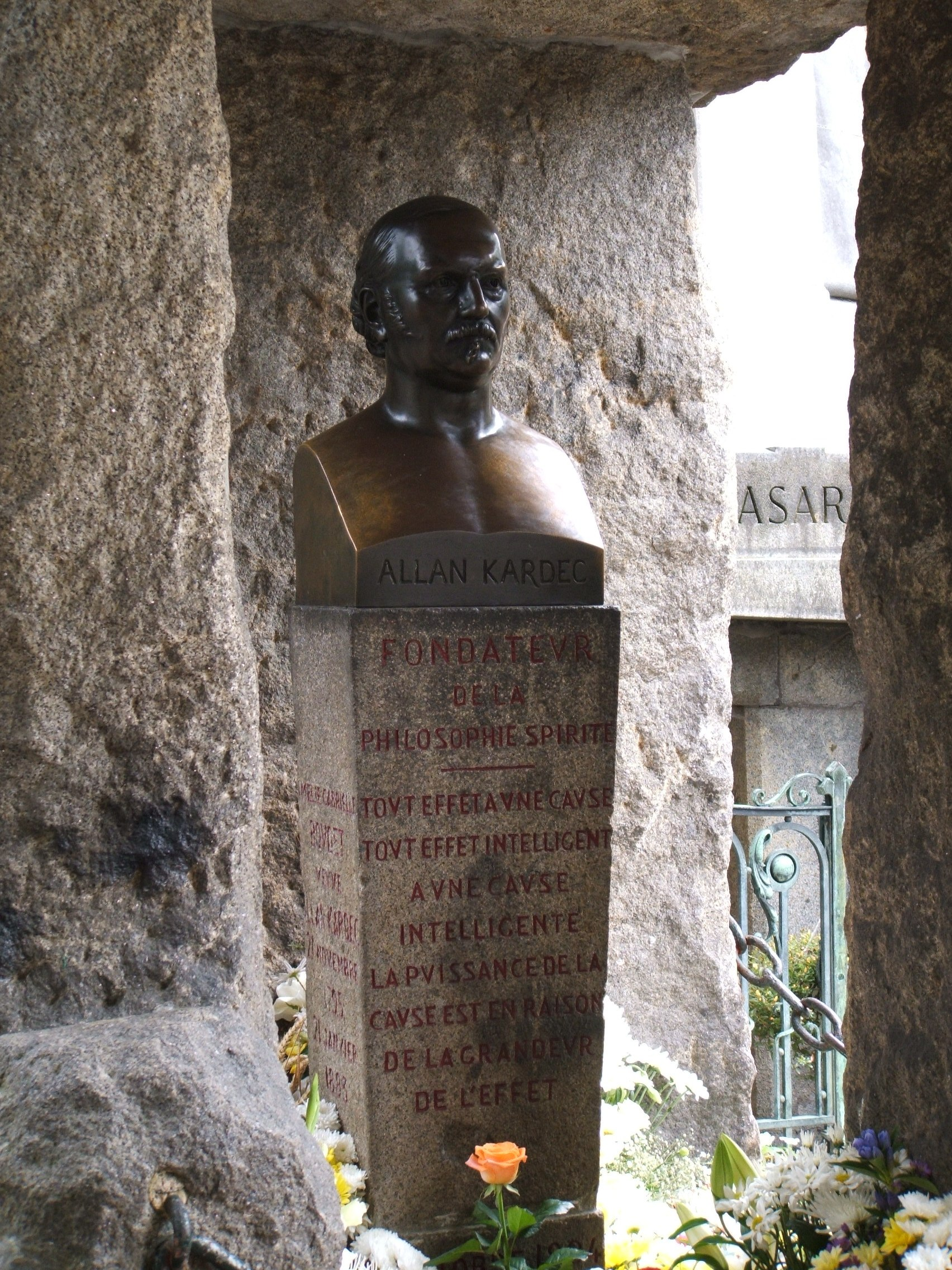
Kardecs Grabmal auf dem Friedhof Père-Lachaise in Paris

Allan Kardec (* 3. Oktober 1804 in Lyon; † 31. März 1869 in Paris; eigentlich Hippolyte Léon Denizard Rivail) war ein französischer Spiritist und Begründer des Kardecismus, der auf einem Glauben an Mediumismus und Reinkarnation beruht. Weitgehend unbekannt außerhalb Frankreichs, beeinflusste seine Variante des Spiritismus seit der Mitte des 19. Jh. die urbane Mittelschicht Brasiliens. 

## Leben
Rivails Vater entstammte einer Familie von Magistraten, seine Mutter einer Familie von Theologen, Schriftstellern und Mathematikern. Rivail erhielt eine umfassende Ausbildung bei Johann Heinrich Pestalozzi und war ein begabter Schüler, sprach mehrere Fremdsprachen.
Nach seiner Ausbildung zum Lehrer ging er nach Paris und schloss ein Bakkalaureat in Literatur und Wissenschaften (lettres et sciences) ab, einschließlich eines Medizinstudiums. Während des Studiums unterrichtete er Französisch, Mathematik und Naturwissenschaften (Physik, Chemie, Biologie). Er scheiterte mit einem Versuch, eine Schule nach Pestalozzis Vorbild zu gründen, lehrte an Schulen und anderen Einrichtungen und arbeitete als Übersetzer. Von 1829 bis 1849 veröffentlichte er 8 Bücher über Mathematik, Grammatik und Physik.
Rivault war also ein typischer europäischer Gelehrter seiner Zeit, mit einer klassischen Literatur-Ausbildung, einer positivistischen Grundeinstellung, interessiert an theoretischer und angewandter Wissenschaft und spezialisiert auf das Vermitteln von Wissen. Daneben begeisterte er sich für Parawissenschaften und Phänomene wie Magnetismus, Hypnose, Schlafwandeln und außersinnliche Wahrnehmung, welche er für physikalische Phänomene unbekannter Ursache hielt.
Zum Spiritismus gelangte er durch die Lehren Franz Anton Mesmers. 1854 und 1855 breitete sich der sogenannte Hexentisch (später Hexenbrett) von den USA in Europa aus, vor allem in der wohlhabenden Gesellschaft. Dabei saßen mehrere Personen an einem Tisch und bewegten diesen durch Telekinese, wobei der Tisch sogar Fragen der Anwesenden mittels eines Codes beantwortete. Rivault war dem gegenüber anfangs skeptisch, vertrat aber eine positivistische Ansicht und wollte das Phänomen wissenschaftlich untersucht sehen. Nach eigenen Erfahrungen und ermuntert von Geistern, den Spiritismus zu kodifizieren, wobei ihm viele Spiritisten Notizbücher voll mit Nachrichten von Geistern Verstorbener übermittelten, nahm er nach einer Séance das Pseudonym Allan Kardec an, weil er sich für die Reinkarnation eines gallischen Druiden mit diesem Namen hielt.
1857 verfasste er sein grundlegendes Werk Le livre des esprits. Es folgten seine anderen Werke Qu'est-ce-que le spiritisme? (1859); Le livre des médiums (1861); Refutation aux critiques au spiritisme (1862); L’évangile selon le spiritisme (1864); Le ciel et l'enfer, ou la justice divine selon le spiritisme (1865); und La genèse, les miracles et les predictions (1868). Außerdem schrieb er über 11 Jahre hindurch unzählige Artikel für das Journal Spiritiste der Pariser Gesellschaft für spiritistische Studien, welche er 1858 gründete und der er bis zu seinem Tod 1869 vorsaß. Seine Œuvres posthumes wurden 1890 posthum veröffentlicht.
Den Spiritismus betrachtete er nicht als eine Religion, sondern als eine Wissenschaftsphilosophie mit religiösen Implikationen.
Seine Lehre fand große Beachtung in Frankreich und überzeugte viele namhafte Größen des gesellschaftlichen Lebens. Napoléon III. lud ihn zu philosophischen Gesprächen ein.
Rivail starb am 31. März 1869 an einem Aneurysma. Seine sterblichen Überreste liegen auf dem Friedhof Père-Lachaise in Paris begraben.
Rivail blieb außerhalb Frankreichs spiritistischer Zirkel für lange Zeit relativ unbekannt. Erst 60 Jahre nach seinem Tod widmete ihm Arthur Conan Doyle, Vorsitzender der Londoner Spiritistenvereinigung, nur wenige Seiten in seiner umfassenden History of Spiritualism (1926). Dies lag unter anderem daran, dass die britischen Spiritisten die Reinkarnationslehre ablehnten, und Kardec' Anspruch, den Spiritismus zu kodifizieren, nicht annahmen.
In Brasilien breitete sich der Spiritismus seit Mitte des 19. Jh. mit den "rückenden Tischen" aus und zog viele Intellektuelle wie Lehrer, Ärzte und Rechtsanwälte in seinen Bann. Seine pseudowissenschaftliche Begründung machte den Kardecismus beim Großteil der städtischen Mittelschicht beliebt. 1865 entstand eine Kardecianer-Gruppe in Bahia, es folgten Vereine in Rio de Janeiro (1873) und Sao Paulo (1883). Der Kardecismus hat in Brasilien religiöse Züge angenommen und kreist um den Gedanken der Wohltätigkeit. Die Volkszählungen 1940 und 1950 zeigten einen Zuwachs an Spiritisten in Brasilien. Obwohl sich nur 2 % der Bevölkerung zum Spiritismus bekennen, hat er die größte Wachstumsrate aller Religionen. Viele Spiritisten bekennen sich offiziell als römisch-katholisch, wie 90 % der Bevölkerung. Der Kardecismus und die Umbanda erfreuen sich in Brasilien weiterhin großer Beliebtheit, und die Verkaufszahlen von Chico Xaviers Büchern werden nur von Jorge Amado übertroffen.

## Lehre

### Ursprung
Kardecs spiritistische Lehre beruft sich auf die Prinzipien und Gesetze, die von „höheren Geistern“ durch verschiedene Medien durchgegeben und von ihm gesammelt und thematisch geordnet wurden. Er war nicht der Autor solcher Werke, sondern sammelte und ordnete sie und veröffentlichte sie mit seinen Kommentaren. Er behauptete, dass die Übereinstimmung der Nachrichten, die in verschiedenen Ländern von verschiedenen oft jugendlichen Medien empfangen wurden, die Glaubwürdigkeit der Werke belege. So schrieb er:

„Nicht der Meinung eines einzelnen Menschen vertraut man sich an, sondern der vereinten Stimme der Geister; nicht ein Mensch, sei ich es oder ein anderer, begründet den Spiritismus; auch nicht ein einzelner Geist, der sich jemandem aufdrängt, sondern die Gesamtheit der Geister, die auf der Erde entsprechend dem Willen Gottes wirken. Dies ist der essenzielle Charakter des Spiritismus, dort liegt seine Stärke. Gott wollte, dass sein Gesetz auf einer unerschütterlichen Basis ruht und deshalb überließ er es nicht dem schwachen Kopf eines einzelnen Menschen.“

### Grundlegende Bücher
- Das Buch der Geister (1857): 510 Fragen zu Gott, Seele, Universum, Mensch, Tieren, Kultur, Moral und Religion, welche von Geistern beantwortet werden. Bei der letzten 22. Auflage war das Buch auf 1019 Fragen und Antworten angewachsen.

- Das Buch der Medien (1861) – (Deckblatt: Der experimentelle Spiritismus – Das Buch der Medien – oder Wegweiser für Medien und Anrufende, es enthält eine besondere Belehrung über Geistwesen, über die Theorie aller Art Kundgebungen, über die Mittel für den Verkehr mit der unsichtbaren Welt, Entdeckung der Medialität, über Schwierigkeiten, welchen man bei der Ausübung des Spiritismus begegnen kann, von Allan Kardec.): stellt die der Kommunikation über ein Medium zu Grunde liegende „Mechanik“ der Geisterwelt dar, Techniken, die von Medien entwickelt werden können.

- Das Evangelium im Lichte des Spiritismus (1864) – (Deckblatt: Das Evangelium im Lichte des Spiritismus mit Erklärungen zu den moralischen Lebensregeln Christi, ihre Übereinstimmung mit dem Spiritismus und ihre Anwendung in unterschiedlichen Lebenslagen von Allan Kardec. Nur jener Glaube ist unerschütterlich, der in allen Epochen der Menschheit der Vernunft ins Auge sehen kann.): Kommentiert die Evangelien und geht besonders auf Stellen ein, die nach Ansicht von Kardec ein ethisches Fundament zeigen, das von allen Religionen und philosophischen Systemen geteilt wird. Es war das erste religiöse Buch, das Leben auf anderen Planeten annimmt. Dabei wird Jesu Aussage „Im Haus meines Vaters gibt es viele Wohnungen.“ (Joh 14,2 EU) entsprechend interpretiert.

- Himmel und Hölle (1865) – (Deckblatt: Himmel und Hölle oder die göttliche Gerechtigkeit im Lichte des Spiritismus, mit vergleichendem Studium der Lehren über den Übergang vom körperlichen zum geistigen Leben, den zukünftigen Strafen und Leiden, den Engeln und Teufeln, den ewigen Strafen usw., gefolgt von zahlreichen Beispielen im zweiten Teil, die die wirkliche Lage der Seele während und nach dem Tod zeigen, von Allan Kardec.): Eine didaktisch aufbereitete Serie von Gesprächen mit den Seelen Verstorbener, die eine Verbindung zwischen den Leben, die sie führten, und ihrem Befinden im Jenseits herstellen soll.

- Genesis (1868) – (Deckblatt: Genesis – Die Schöpfungsgeschichte, die Wunder und Weissagungen im Lichte des Spiritismus von Allan Kardec. Die Spiritistische Doktrin ist das Ergebnis von dem gemeinsamen und übereinstimmigen Unterricht der Geistwesen. Die Wissenschaft wird gefragt, die Genesis gemäß den natürlichen Gesetzen zu bilden. Gott zeigt seine Größe und seine Macht durch die Unveränderlichkeit seiner Gesetze und nicht durch die Aufhebung dieser. Für Gott ist die Vergangenheit und die Zukunft die Gegenwart): versucht Religion und Naturwissenschaft in Einklang zu bringen und beschäftigt sich mit drei Hauptproblemfeldern: dem Ursprung des Universums und des Lebens, Wundern und Hellsehen.

Obwohl diese Bücher von 1857 bis 1868 veröffentlicht wurden, stellen sie auch heute noch die Grundlage der spiritistischen Lehre dar. Sie wurden in 30 Sprachen übersetzt. Kardec schrieb auch eine kurze Einführung („Was ist der Spiritismus?“) und gab ab Januar 1858 eine monatliche spiritistische Zeitschrift mit verschiedenen spiritistischen Themen heraus („Revue Spirite“).

### Glaubenselemente
Das Universum sei von Gott als dem höchsten Geist geschaffen. Es bestehe aus den materiellen Dingen und den spirituellen Wesen. Die Geister bilden als geistige, intelligente Wesen eine geistige Welt, die sich von den rein materiellen Dingen unterscheide und dieser in der Schöpfung zeitlich vorangehe als auch diese überdauern werde. Inkarnierte Geister sollen mit der geistigen Welt über Medien kommunizieren können. Inkarnationen sollen auch auf anderen Planeten außer der Erde stattfinden.
Wichtiger Bestandteil des Kardecianismus ist eine Seelenwanderungslehre. Geister leben in zwei Zuständen: inkarniert und nicht inkarniert. Die Geister seien unwissend erschaffen und bedürfen einer stufenweisen geistig-moralischen Entwicklung, die sie besser im inkarnierten Zustand erfahren können, in welchem die Erinnerungen an vorherige Inkarnationen und den nichtinkarnierten Zustand jedoch verdrängt seien. Dabei gehe die geistige Entwicklung stets in Richtung auf eine höhere Stufe oder stagniere. Einen Fall auf eine niedrigere Stufe gebe es nicht. Beim Aufstieg hülfen die bereits höher entwickelten Geister (z. B. Schutzengel), zu denen auch Jesus als Wesen, das verantwortlich für die Erde sei und das den gesamten Aufstieg vollständig durchlaufen hat, gezählt wird.
Die christliche Ethik und die Zehn Gebote sind in den Kardecianismus integriert. Abtreibung, Selbstmord, Todesstrafe, Euthanasie und Sucht seien nicht mit der spiritistischen Lehre vereinbar. Moralisch richtiges Handeln im Einklang mit dieser Ethik wird als wichtiger angesehen als Gebete. Gebete werden jedoch als wichtig angesehen, um mit Schutzengeln und befreundeten Geistern in Kontakt zu bleiben. Es gibt keine vorgeschriebenen Gebetsformen. Das Vater Unser gilt als vollkommenes Gebet.
Ein wichtiges Element sind spiritistische Sitzungen, die der geistigen Höherentwicklung, nicht der Vorhersage künftiger Ereignisse, dienen sollen. Medialität, die Fähigkeit, Medium zu sein, wird als natürliche menschliche Gabe betrachtet, die häufig auftritt und entwickelt werden kann. Die besondere Stellung beschränkt sich dabei auf das Wirken in der Séance und entspricht keinem priesterlichen Stand und darf auch nicht gegen Entgelt ausgeübt werden.

### Religionshistorie
Der kardecianische Spiritismus nimmt eine Sonderstellung ein. Zum einen ist er eines der wenigen Beispiele, an denen beobachtet werden kann, wie aus einem zunächst als Schreibtischprodukt entstandenen schriftlichen Werk eine kultische, sozusagen schamanistische Religion entstehen kann. Allerdings beruft sich das Werk auf außersinnlich durch ein Medium empfangene Kundgebungen aus der geistigen Welt, also eine quasi religiöse Erfahrung. Zum anderen steht er an einem relativ frühen Punkt der Entwicklung spiritistischer Vorstellungen.

## Trivia
Allan Kardecs Lebensgeschichte wurde 2019 verfilmt.

## Schriften
Pädagogik
- Cours pratique et théorique d’arithmétique (1824)
- Plan proposé pour l’amélioration de l’éducation publique (1828)
- Catéchisme grammatical de la langue française (1848)

Spiritismus
- Das Buch der Geister (Le Livre des Esprits, 1857)
- Das Buch der Medien (Le Livre des Médiums, 1861)
- Das Evangelium im Lichte des Spiritismus (L’Évangile selon le Spiritisme, 1864)
- Himmel und Hölle (Le Ciel et L’Enfer, 1865)
- Genesis (La Genèse, 1868)